# Deviati Val
Deviati Val (en rus: Девятый Вал) és un poble (un possiólok) del krai de Primórie, a l'Extrem Orient de Rússia, que en el cens del 2010 tenia 658 habitants.